# Uwe Haselsteiner

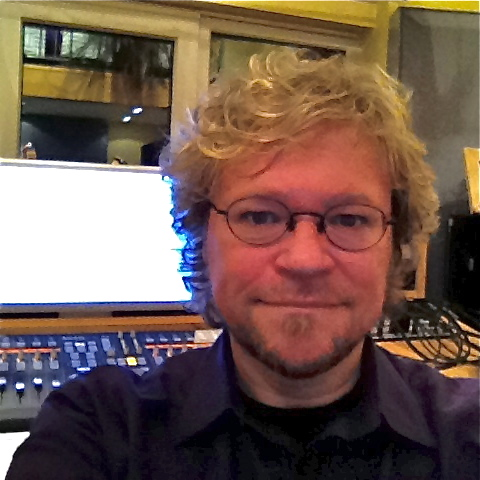
Uwe Haselsteiner (2013)

Uwe Haselsteiner (* 17. November 1961 in Mommenheim, Rheinhessen) ist ein deutscher Sänger, Songwriter, Keyboarder und Produzent. 

## Musikalischer Erfolg
1979 begann er als Keyboarder in diversen Rockbands zu spielen, zum Beispiel in der Rüsselsheimer Jost Band, die Preisträger der Phonoakademie war. 
Ab 1986 arbeitete er als Studiomusiker und -sänger unter anderem für Theo und Ulli Werdin, Music Park Studios Bad Homburg und später als Keyboarder, Arrangeur, Chorist und Produzent für Tony Hendrik, der zusammen mit Karin Hartmann das Label Coconut Records gegründet hatte. Coconut Records hatte zum Beispiel 1989 das Album Hungry Hearts von The Searchers veröffentlicht, wie auch Alben für The Hollies, Bad Boys Blue und Xanadu. 
Haselsteiner war Bandmitglied der Band Xanadu, die 1989 bei der deutschen Vorentscheidung zum Grand Prix d’Eurovision mit dem Lied Einen Traum für diese Welt den zweiten Platz belegte und später Platz 75 der deutschen Charts erreichte.
1990 gründete er das X-talk Studio, das sich seit 1999 in Bischofsheim bei Mainz befindet. Zusammen mit Francesco Bruletti gründete er Mitte der 90er Jahre Harlekin Music & Songs. Dieses Team arbeitet seitdem im Schlagergeschäft. Die größten Erfolge waren Platz 1 für das Lied Männer versteh’n nur, was sie woll’n, gesungen von Gaby Baginsky, und Platz 2 für den Titel Wenn Du willst von Die Paldauer bei den Deutschen Schlager-Festspielen 1998. Das Lied Giovanna, gesungen von Claudio Deri, erreichte den zweiten Platz beim Grand Prix der Volksmusik 2003. 
Haselsteiner komponierte und produzierte unter anderem für Roland Kaiser, Ireen Sheer, Bernhard Brink, Andrea Jürgens, Hansi Hinterseer, Uta Bresan und Gaby Baginsky,. Als Studiosänger ist er auf vielen Produktionen zu hören, zum Beispiel von Bad Boys Blue, Chyp Notic, Flippers und Olaf.

### Night Fever
In der Rolle des Maurice Gibb komplettiert er die Gruppe Night Fever, die die Hits der Bee Gees interpretiert. Neben Uwe Haselsteiner übernimmt Michael Zai die Rolle des Barry Gibb und Franco Leon die des Robin Gibb. Die Show der Gruppe orientiert sich am legendären Konzert One Night Only vom 14. November 1997 in Las Vegas. Es sollte eigentlich der letzte Live-Auftritt der Bee Gees werden, daher auch der Name One Night Only, während dessen sie nochmal viele ihrer größten Hits präsentierten. Neben Live-Auftritten ist Night Fever auch im Fernsehen zu sehen, wie zum Beispiel in der Sendung des MDR Fernsehen Meine Ostsee lob ich mir. In der Tradition der Gibb-Brüder wurde am 25. Mai 2012 die erste Single Lost Paradise von Night Fever veröffentlicht.